# 杉山明美
杉山 明美（すぎやま あけみ、1965年3月1日 - ）は、日本の元女子バレーボール選手、スポーツコメンテーター、ヘルスコーディネーター。

## 来歴
神奈川県平塚市出身。中学時代にバレーボールを始め、神奈川県立五領ヶ台高等学校で頭角を現した。
東海大学時代の1985年、神戸ユニバーシアード優勝、関東大学1部春季リーグ優勝に貢献。
1987年日本電気に入社し、1年目からレギュラー獲得。第21回日本リーグではスパイク賞を獲得した。1988年全日本に初選出。同年開催のソウル五輪に出場。
1997年第3回Vリーグ優勝を最後に現役引退。1998年まで後進の指導などに当たり、その後社業専念。2001年退社。
現在は日本放送協会のプレミアリーグ中継解説者、分子整合栄養医学管理士として栄養療法のヘルスコーディネーターとして活動。
また2006年4月より、法政大学非常勤講師を務める。

## 球歴・受賞歴
- 所属チーム履歴

神奈川県立五領ヶ台高等学校→東海大学→日本電気（NECレッドロケッツ）（1987-1997年）
- 全日本代表 - 1988-1989年、1991年
- 全日本代表としての主な国際大会出場歴
  - オリンピック - 1988年
  - ワールドカップ - 1989年

- 受賞歴
  - 1987年 - 第21回日本リーグ スパイク賞、ベスト6
  - 1989年 - 第23回日本リーグ スパイク賞